# Адитивний білий гаусів шум
Адитивний білий гаусів шум (АБГШ, англ. Additive white Gaussian noise, AWGN) — вид білого шуму, що заважає в каналі передачі інформації. Характеризується рівномірною спектральною щільністю, нормально розподіленим значенням амплітуди і адитивним способом впливу на сигнал. Найбільш поширений вид шуму, який використовується для розрахунку і моделювання систем радіозв'язку. Термін «адитивний» означає, що даний вид шуму підсумовується з корисним сигналом. На противагу адитивному, можна вказати мультиплікативний шум— шум, який перемножується з сигналом.